# 3 luglio
Il 3 luglio è il 184º giorno del calendario gregoriano (il 185º negli anni bisestili). Mancano 181 giorni alla fine dell'anno.

## Eventi
- 324 – Battaglia di Adrianopoli: Costantino I sconfigge Licinio, che fugge da Bisanzio
- 987 – Ugo Capeto viene incoronato re di Francia: era stato acclamato dall'assemblea dei principi come nuovo sovrano due giorni prima, è il primo sovrano della dinastia capetingia e prende il posto del precedente re Luigi V, ultimo sovrano carolingio morto cinque settimane prima cadendo da cavallo durante una battuta di caccia
- 1450 – Ribelli del Kent, capeggiati da Jack Cade, occupano Londra, la saccheggiano e fanno decapitare alcuni membri della corte reale
- 1608 – Samuel de Champlain fonda la città di Québec
- 1735 – Carlo di Borbone viene incoronato rex utriusque Siciliae (re delle Due Sicilie) nella Cattedrale di Palermo
- 1849 – Roma, che si era ribellata durante la prima guerra d'indipendenza, cade per mano degli eserciti stranieri
- 1863 – Termina la battaglia di Gettysburg
- 1866
  - La guerra austro-prussiana viene decisa nella battaglia di Königgrätz (Sadowa), che renderà la Prussia la nazione germanica predominante, a discapito dell'Austria
  - Terza guerra d'indipendenza italiana: nella battaglia di Monte Suello il Corpo Volontari Italiani di Giuseppe Garibaldi sconfigge gli austriaci dell'8ª Divisione del generale Von Kuhn
- 1886 – Viene presentata da Karl Benz la prima automobile[1] della storia [2]
- 1890 – L'Idaho viene ammesso come 43º Stato degli USA
- 1907 – Papa Pio X pubblica il decreto pontificio Lamentabili sane exitu che condanna le proposizioni moderniste
- 1938 – Record del mondo di velocità per una locomotiva a vapore stabilito in Inghilterra dalla Mallard, che raggiunge la velocità di 203 km/h
- 1944 – La città di Minsk, occupata dai tedeschi, viene liberata dalle truppe sovietiche
- 1953 – L'alpinista tirolese Hermann Buhl raggiunge la vetta del Nanga Parbat (8.125 m)
- 1962 – In seguito a un referendum, la Francia dichiara l'indipendenza dell'Algeria
- 1971 – Il cantante James "Jim" Morrison del gruppo rock Doors muore a Parigi per cause mai completamente chiarite
- 1972 – Viene fondata a Firenze la Federazione unitaria CGIL, CISL, UIL
- 1976 – Uganda: durante l'Operazione Entebbe, un commando israeliano libera gli ostaggi dell'Airbus dell'Air France nell'Aeroporto di Entebbe
- 1981 – Il quotidiano The New York Times pubblica un breve articolo relativo all'insorgenza di «un raro cancro» in alcuni omosessuali di New York e Los Angeles: è il primo annuncio sulla stampa nazionale di quella che sarebbe diventata l'epidemia di AIDS
- 1985
  - Francesco Cossiga presta giuramento come ottavo presidente della Repubblica Italiana; era stato eletto il 24 giugno con 752 voti su 977
  - Esce nelle sale cinematografiche statunitensi il film Ritorno al futuro
- 1988 – La nave da guerra della Marina statunitense USS Vincennes (CG-49) abbatte il Volo Iran Air 655 dell'Iran Air, in volo sul Golfo Persico, uccidendo le 290 persone a bordo
- 1992 – Bettino Craxi parla alla Camera dei Deputati del finanziamento illecito ai partiti in Italia; è il penultimo discorso di Craxi in Parlamento prima del 29 aprile 1993
- 2005
  - Il Partito Democratico d'Albania di Sali Berisha vince le elezioni politiche in Albania
  - La sonda spaziale Deep Impact lancia il modulo Impactor, diretto a 37000 chilometri orari contro la cometa 9P/Tempel, con l'intenzione di provocare un'esplosione all'interno di questa, mentre la Deep Impact, che rimarrà a circa 500 chilometri di distanza, potrà fotografare tutto il processo e inviare i dati alla Terra; l'Impactor raggiungerà la cometa il giorno successivo
  - Entra in vigore in Spagna la legge approvata tre giorni prima sul matrimonio fra persone dello stesso sesso e sull'adozione da parte di coppie dello stesso sesso
- 2006 – Gli Stati membri dell'ONU salgono a 192 con l'ingresso del Montenegro, avvenuto il precedente 28 giugno
- 2010 – Un camion cisterna esplode vicino al villaggio di Sange in Congo causando almeno 331 morti
- 2013 – Un colpo di Stato militare in Egitto rimuove il presidente Mohamed Morsi dal potere
- 2019 – In Libia, a est di Tripoli, le milizie di Khalifa Haftar bombardano un centro di detenzione dei migranti a Tajoura, che causa 40 morti e 80 feriti
- 2022 – Un seracco di 80 m di altezza per 200 di larghezza si stacca sulla Marmolada uccidendo 11 persone

## Nati
Ci sono circa 1 120 voci su persone nate il 3 luglio; vedi la pagina Nati il 3 luglio per un elenco descrittivo o la categoria Nati il 3 luglio per un indice alfabetico.

## Morti
Ci sono circa 450 voci su persone morte il 3 luglio; vedi la pagina Morti il 3 luglio per un elenco descrittivo o la categoria Morti il 3 luglio per un indice alfabetico.

## Feste e ricorrenze

### Civili
- Bielorussia - Festa nazionale in cui si celebra la liberazione della capitale Minsk nel 1944.

### Religiose
Cristianesimo:
- San Tommaso apostolo
- Sant'Anatolio di Costantinopoli, patriarca
- Sant'Anatolio di Laodicea
- Sant'Eliodoro di Altino
- San Filippo Phan Van Minh, sacerdote e martire
- San Germano di Man, vescovo
- San Giuseppe Nguyen Dinh Uyen, martire
- San Leone II, papa
- Santi Marco e Mociano, martiri
- Santi Memnone e Severo, martiri
- Santi Pietro Zhao Mingzhen e Giovan Battista Zhao Mingxi, martiri
- San Raymond Gayrard, canonico di St. Sernin
- Beata Barbara Jeong Sun-mae, vergine e martire
- Beata María Ana Mogas Fontcuberta, fondatrice delle Francescane missionarie della Madre del Divin Pastore

1. ↑   Almanacco del 3 luglio - Santi del giorno, su www.mondi.it. URL consultato il 3 luglio 2025.
2. ↑   3 luglio 1886, Benz presenta al mondo la prima automobile della storia, su La Nazione, 2 luglio 2022. URL consultato il 3 luglio 2025.